# Strangalia instabilis
Strangalia instabilis är en skalbaggsart som beskrevs av Giesbert 1985. Strangalia instabilis ingår i släktet Strangalia och familjen långhorningar.
Artens utbredningsområde är:
- Costa Rica.
- Honduras.
- Panama.

Inga underarter finns listade i Catalogue of Life.